# Force India VJM09
O Force India VJM09 é um monoposto de corrida construído pela equipe Force India para a disputa da Temporada de Fórmula 1 de 2016, o carro será pilotado pelo alemão Nico Hülkenberg e pelo mexicano Sergio Pérez.
O lançamento foi marcado para o dia 22 de fevereiro antes do começo das primeiras atividades da pré-temporada. A equipe teve algumas negociações para a venda a Aston Martin a Force India se manterá no grid com está nomenclatura.

## Pré-Temporada[3]
O modelo VJM09-Mercedes é uma evolução do que estreou no GP da Grã-Bretanha de 2015, carro que permitiu a Force India somar de Silverstone, nona prova, até Abu Dhabi, 19.ª e última, 97 pontos. Nas oito primeiras, com o monoposto antigo, apenas 31 pontos. Esse dado mostra com números como o monoposto que serviu de base para o modelo deste ano era bem mais eficiente que o anterior.
O carro que Nico Hulkenberg e Sergio Pérez pilotaram na pré-temporada foi concebido pelo mesmo grupo coordenado por experiente Andrew Green e tem a melhor unidade motriz da F1, Mercedes. Desta vez os problemas financeiros do time, que ainda existem, não foram decisivos para o projeto do VJM09, como no começo de 2015.
O resultado está aí, com Hulkenberg e Perez não escondendo a satisfação ao afirmar que poderão, em muitos circuitos, lutar com Felipe Massa e Valtteri Bottas, da Williams, e Daniel Ricciardo e Max Verstappen, da RBR, por pódios nas corridas.

## Desempenho
Apesar das dívidas de seu proprietário fora das pistas, a Force India parece que acertou a mão no carro de 2016. Um dos destaques da pré-temporada, a escuderia incomodou bastante a Williams em várias corridas na temporada.

## Estatística
| Nico Hülkenberg | X              | Sergio Pérez |
| 72              | Pontos         | 101          |
| 0               | Vitórias       | 0            |
| 0               | Pole Positions | 0            |
| 1               | Volta Rápida   | 0            |
| 0               | Pódios         | 2            |
| 4               | Abandonos      | 0            |